# 아디다스 피버노바

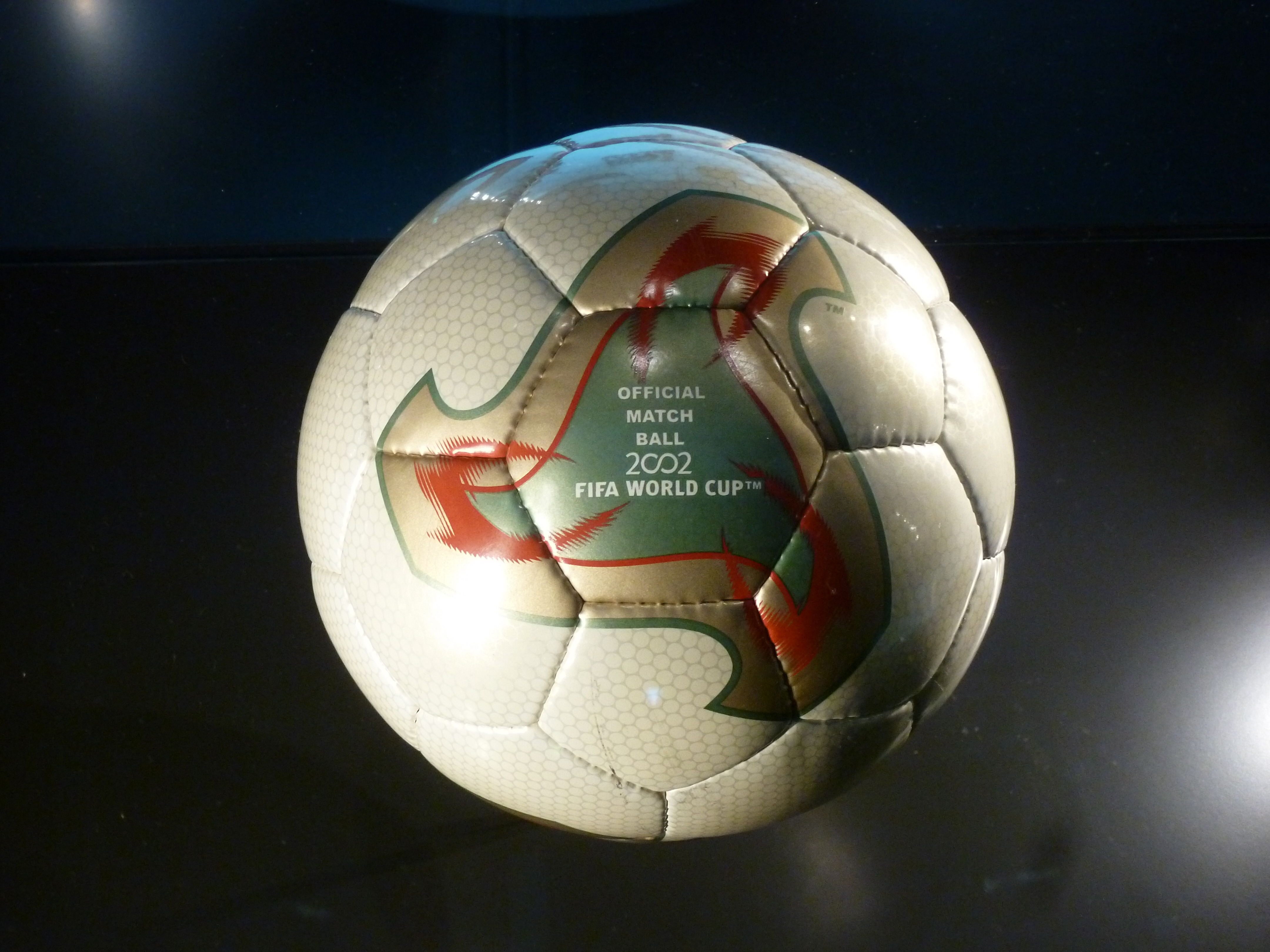
피버노바

피버노바(Fevernova)는 대한민국과 일본이 공동으로 개최한 2002년 FIFA 월드컵의 공식 경기구로, 아디다스가 제작하였다. 이 공식 경기구는 너무 가볍다는 비판을 많이 받았다.
피버노바는 전체적으로 탱고 형식에서 벗어난 디자인을 띠고 있으며 하얀색 바탕 안에는 삼각형 모양을 띤 황금색 육각형 무늬 4개가 그려져 있다. 육각형 무늬 안에는 붉은색 불꽃 무늬, 카키색 삼각형 무늬가 그려져 있다.
황금색은 대한민국과 일본 양국이 2002년 FIFA 월드컵 공동 개최를 위해 노력한 에너지를, 붉은색 불꽃은 대한민국과 일본 양국의 경제 성장의 원동력을, 카키색 삼각형 무늬는 대한민국과 일본 양국의 균형 있는 산업의 발전을 의미한다.
아디다스 측의 언론 공개 자료에 의하면, 피버노바에 대해 다음과 같이 서술하였다.
| “ | 아디다스의 피버노바는 1978년 이후 전통적인 탱고 디자인에서 탈피한 최초의 월드컵 공식 경기구이다. 화려하고 혁명적인 외관과 색채는 전적으로 아시아권의 문화에 기반한 것이다. 피버노바의 특징은 공의 성능을 높여 주는 기포강화 플라스틱과, 공이 날아가는 방향을 언제나 예측하기 쉽게 해 주는 세 겹의 포대 구조를 삽입하였다. | ” |

## 같이 보기
- FIFA 월드컵 공식 경기구

## 참고 자료
- 2002월드컵 공인구 '피버노바' 공개[깨진 링크(과거 내용 찾기)]:조선일보